# Религия в Румынии
Религия в Румынии. Наиболее распространённое религиозное направление в Румынии — православие, по данным общенациональной переписи 2002 года к православию отнесли себя 86,7 % общего населения страны. Подавляющее большинство православных румын принадлежит к Румынской православной церкви. Прочие христианские конфессии имеют значительно меньшее число приверженцев — католиков латинского обряда около 4,7 % населения, греко-католиков — 0,9 %, протестантов - 6,5 %. Около 67  тысяч человек, главным образом, этнические турки, проживающие в районе Добруджи, заявили о себе, как о мусульманах. В ходе переписи 6 179 человек отнесли себя к исповедующим иудаизм, 23 105 человек декларировали атеистическое (нерелигиозное) мировоззрение.
По смыслу действующей Конституции, Румыния — светское государство; декларирован принцип свободы совести и равенство всех официально признанных религий перед законом. Закон о свободе вероисповедания от 11 января 2007 года в статье 7-й гласит: «Румынское государство признает важную роль Румынской православной церкви и других церквей и культов, признанных в национальной истории Румынии и в жизни румынского общества.» На практике, крупные религиозные организации, в первую очередь, Румынская православная церковь, пользуются поддержкой государства; высокопоставленное духовенство получает зарплату из государственной казны.
| Деноминация             | Население  | %    |
| ----------------------- | ---------- | ---- |
| Христианство            | 21 455 354 | 98,8 |
| Православие             | 18 806 428 | 86,7 |
| Католицизм              | 1 223 882  | 5,6  |
| Латинский обряд         | 1 028 401  | 4,7  |
| Греко-католики          | 195 481    | 0,9  |
| Протестантизм           | 1 425 044  | 6,5  |
| Кальвинизм              | 698 550    | 3,2  |
| Пятидесятники           | 330 486    | 1,5  |
| Баптизм                 | 129 937    | 0,6  |
| Адвентисты              | 97 041     | 0,4  |
| Другие                  | 169 030    | 0,8  |
| Ислам                   | 67 566     | 0,3  |
| Иудаизм                 | 6179       | 0,03 |
| Прочие религии          | 87 225     | 0,4  |
| Атеисты и нерелигиозные | 23 105     | 0,1  |
| Отказались отвечать     | 18 492     | 0,1  |

## Православие

### История
Румынская православная церковь провозгласила свою автокефалию в 1865 году (через 3 года после образования Румынского государства), однако Константинопольский Патриархат признал автокефалию Румынской церкви лишь спустя 20 лет, в 1885 году. В 1919 году состоялся Собор, объединивший епархии Румынии, Трансильвании и Буковины. По Конституции Румынии 1923 года Румынская православная церковь была объявлена национальной церковью страны.
В 1948 году в Румынии установился коммунистический режим. В отличие от большинства других коммунистических государств в Румынии Православная церковь не подверглась серьёзным гонениям или стеснениям, хотя вся церковная жизнь жёстко контролировалась государством. С 1948 года по 1977 Церковь возглавлял Патриарх Юстиниан.
Предстоятель Церкви с 1986 года Патриарх Феоктист после падения коммунистического режима, в январе 1990 года, ушёл в отставку, но был восстановлен Синодом в апреле того же года. С 2007 года Церковь возглавляет Патриарх Даниил.
Существуют определённые трения с Русской православной церковью по поводу создания Бессарабской митрополии Румынской православной церкви на территории Молдавии. 21 января 2008 года президент Молдавии Владимир Воронин и Патриарх Алексий II совместно осудили политику Румынского Патриархата на территории Молдавии. Также остаются напряжёнными отношения с румынскими греко-католиками, претендующими на возврат храмовых зданий, отнятых у них во время коммунистического режима и переданных православным.

### Численность и структура
По данным переписи 2002 года православными себя назвали 18 817 975 человек (86,7 %) населения. Что касается регулярности посещения культовых сооружений, то по данным опроса 2007 года 7 % населения ходят в церковь еженедельно или чаще, 31 % несколько раз в месяц, 20 % — около раза в месяц, 33 % один или два раза в год, 7 % не посещают культовые сооружения.
Румынская православная церковь делится на 6 митрополий с центрами в Бухаресте, Крайове, Тимишоаре, Клуж-Напоке, Сибиу и Яссы. В 1992 году была воссоздана Бессарабская митрополия на территории Молдавии, как правопреемница митрополии, существовавшей в Бессарабии до присоединения к СССР в 1940 году. Каждая митрополия состоит из нескольких архиепархий и епархий. Есть ряд епархий за границей, предназначенный для окормления диаспоры. Церкви принадлежит 296 монастырей и 97 скитов. Высший орган власти — Священный Синод, состоящий из Предстоятеля (Патриарха) и всех архиереев Церкви.

## Католицизм

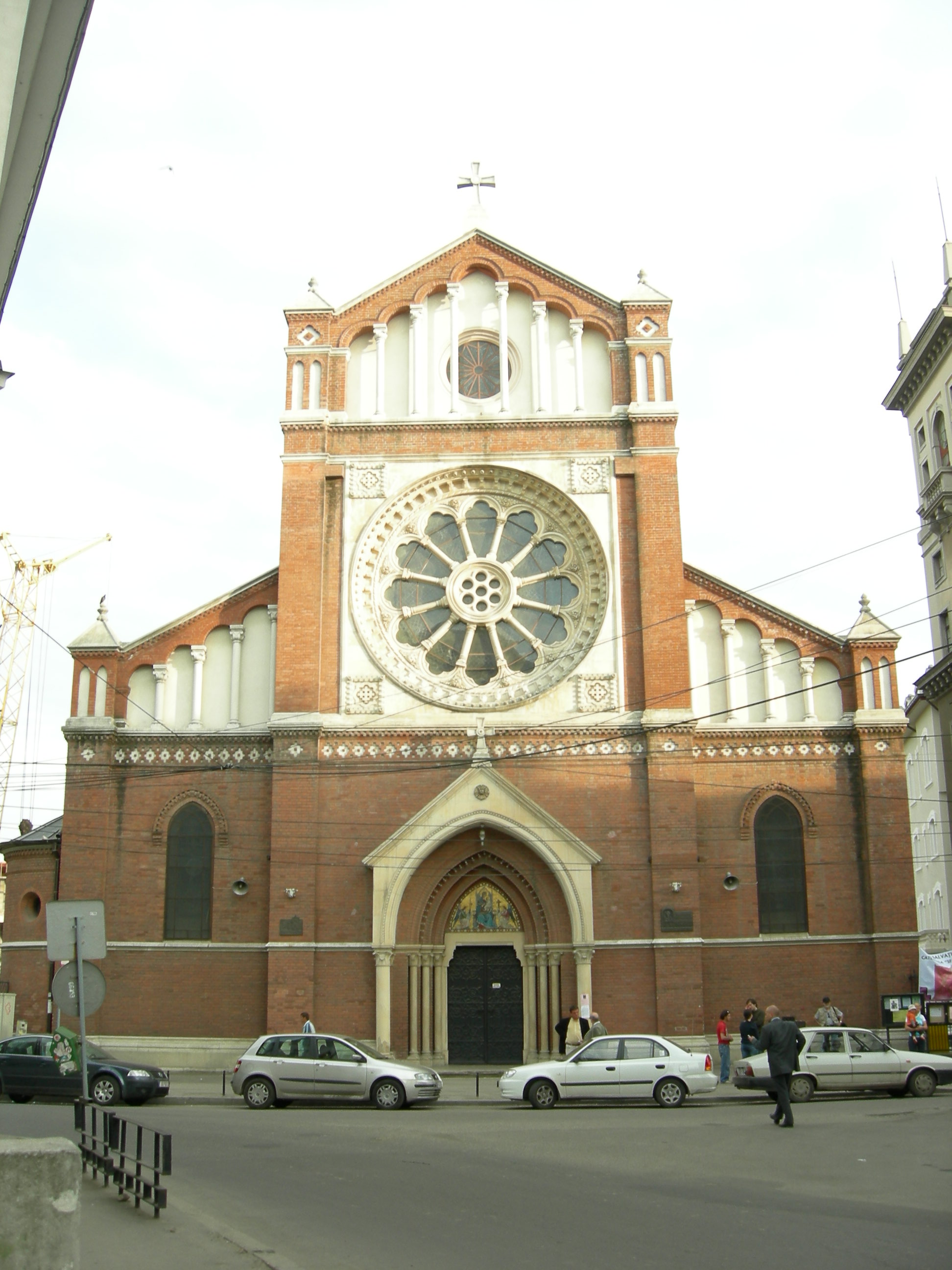
Католический кафедральный собор Святого Иосифа в Бухаресте

Второй по численности религиозной деноминацией страны являются католики. По данным переписи 2002 года в стране проживает 1 028 401 человек (4,7 %) римско-католического вероисповедания. 191 556 человек (0,9 %) по данным переписи принадлежит к греко-католикам.
Римо-католики, в основном сосредоточены на западе страны, в Трансильвании. В 1992 году по данным румынского Министерства культуры и религии католиков латинского обряда было около 1,2 миллиона, из которых 770 000 составляли этнические венгры, 360 000 этнические румыны и 70 000 этнические немцы.
Румынские греко-католики объединены в Румынскую греко-католическую церковь, носящую с 2005 года статус Верховного Архиепископства. Данные о численности греко-католиков разнятся и служат предметом дискуссий. Если по сведениям ватиканского Annuario Pontificio в 2007 году насчитывалось более 776 000 прихожан, то по переписи населения Румынии, проведённой в 2002 году, грекокатоликов было всего 191 556 человек. Справочник catholic-hierarchy приводит цифру в 758 000 человек. Большинство прихожан церкви сосредоточено в северо-западных регионах страны.
Всего в Румынии существует 12 католических епархий, 6 латинского обряда, 5 — грекокатолических и 1 епархия армян-католиков.

## Протестантизм
Согласно переписи 2002 года суммарное число румынских протестантов 1 425 044 человека (6,5 % населения). Самыми крупными протестантскими деноминациями являются Реформированная церковь Румынии (кальвинизм) — 698 550 (3,2 %), Апостольская церковь Божия (пятидесятники) — 330 486 (1,5 %), баптисты — 129 937 (0,6 %), адвентисты — 97 041 (0,4 %). Существенную часть приверженцев Реформированной церкви составляют этнические венгры, проживающие в Трансильвании; в восточной части Венгрии, на границе с Румынией кальвинизм является наиболее распространённой религией.

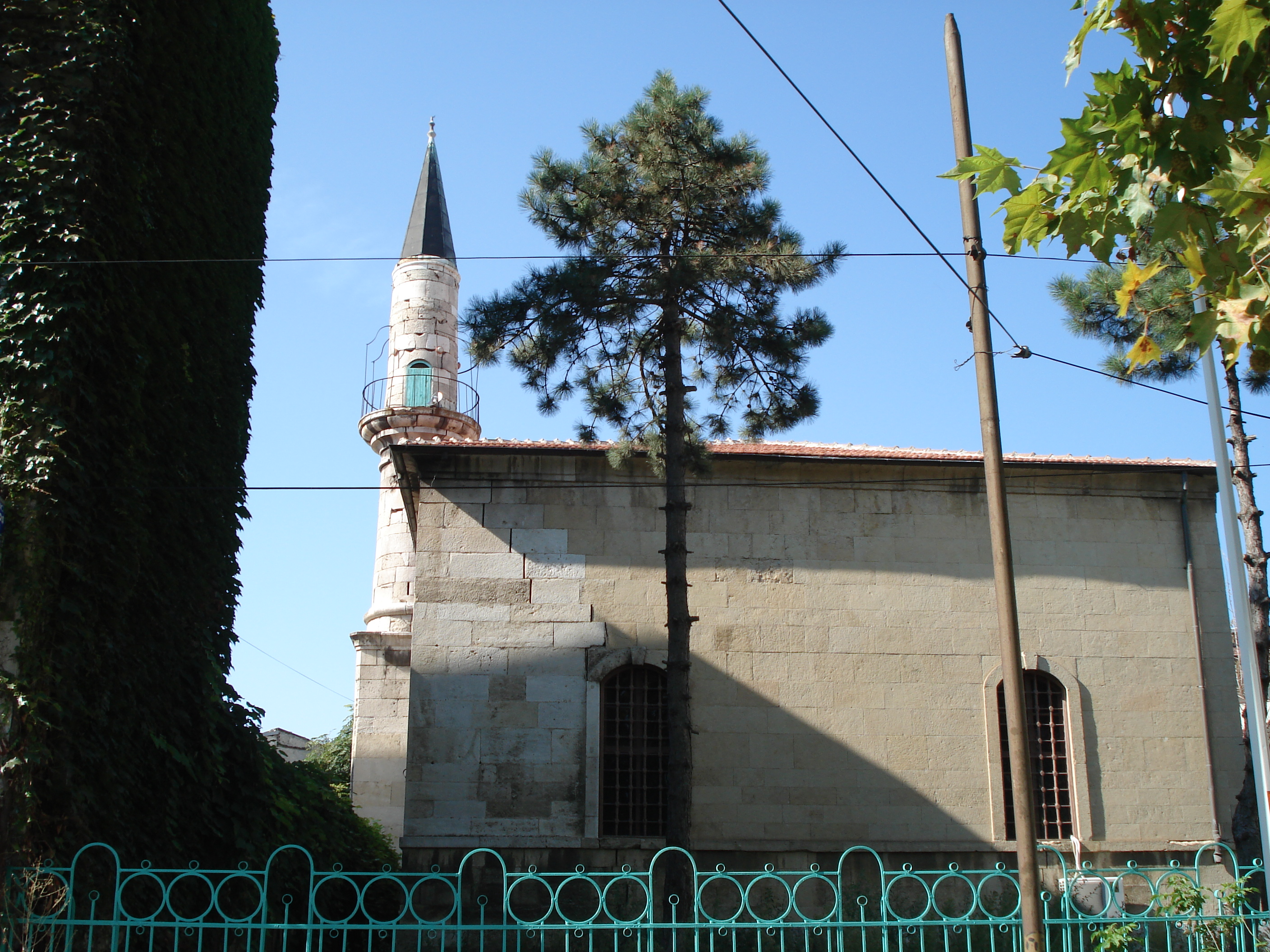
Мечеть Хюнкар в Констанце

## Ислам
История ислама в Румынии достаточно древняя, однако в настоящее время число мусульман в стране невелико - 67 566 человек (0,3 %) населения. Подавляющее большинство румынских мусульман (около 97%) проживает в северной Добрудже (регион вокруг дельты Дуная), где существуют исторические турецкая и татарская общины. Большинство румынских мусульман - этнические турки и татары.